# Dely Alice
Dely Alice, Dely Alice Janka/Johanna, névváltozat: Deli (Gyöngyös, 1875. május 16. – 1929 után?) festőművész.

## Pályafutása
Dely (Deli) Károly református ügyvéd, birtokos és a római katolikus Skopecz Mária (később Schwartz Mártonné) leányaként született. 1902. október 7-én Sopronban Molnár János József járási szolgabíró felesége lett, akitől megözvegyült. 1908. július 11-én Budapesten feleségül ment Béli Vörös Ernő festőművészhez. Autodidakta művészként második férjétől tanult meg festeni. A Képzőművészeti Társulat 1913-14. évi téli kiállításán Jó pajtások és Az új baba c. olajfestményeivel vett részt. 1914-től sűrűn kiállított a Nemzeti Szalonban és a Műcsarnokban. 1914-ben elnyerte a Magyar Képzőművészek Egyesületének díját. Leginkább naturalista stílusú figurális képeket festett.